# Mexicaanse violetoorkolibrie
De Mexicaanse violetoorkolibrie (Colibri thalassinus) is een vogel uit de familie Trochilidae (Kolibries). Deze soort is afgesplitst van de kleine violetoorkolibrie (Colibri cyanotus).

## Kenmerken
Het mannetje is 10 cm lang en weegt 5 – 6 gram. Hij is helder groen, glinsterend en heeft blauwe tinten op de keel en borst. Hij heeft een violette plek rond zijn oog. Zijn staart heeft een zwarte band aan het uiteinde. Zijn snavel en poten zijn zwart.
Het verenkleed van de vrouwtjes lijkt op dat van de mannetjes, maar de glinsterende groene kleur is beperkt tot de keel en de borst is doffer van kleur en brons getint. Onvolwassen vogels lijken op de vrouwtjes, maar met rozige tinten op de kop, achternek en romp, geen glinsterende tinten aan de onderkant en lichtgele randen op het groene verenkleed.
De zang van de Mexicaanse violetoorkolibrie is een krachtige CHEEP-chut-chut, chip CHEET, wat gedurende de hele dag wordt herhaald.

## Leefwijze
Deze vogels bezoeken bloemen van vele soorten kruidachtige planten, struiken en bomen voor de nectar.

## Voortplanting
Het nest bestaat uit plantenmateriaal en wordt 1 – 3 meter hoog in een boom gebouwd. Per broedseizoen worden twee witte eieren gelegd.

## Verspreiding en leefgebied
Het is een broedvogel in de hooglanden van Midden-Mexico tot het noordelijke deel van Midden-Nicaragua. De vogel trekt in het warme seizoen naar de Verenigde Staten en zelfs Canada.
Zijn habitat is open berggebied met bomen en struiken.